# Comissió de l'Espai de les Nacions Unides
La Comissió de l'Espai de les Nacions Unides, posada en marxa l'any 1959 i denominat correctament COPUOS (Committee on the Peaceful Uses Of Outer Space; en català: Comitè per a Usos Pacífics de l'Espai Extra atmosfèric de Nacions Unides) és un òrgan subsidiari de l'Assemblea General de l'Organització de les Nacions Unides.
Té dos comitès: un científic i un altre jurídic, que treballen en reunió plenària o en grups de treball per a assumptes particulars. Les proposicions que sustenten tant els debats del Comitè com els dels subcomités, emanen d'un Estat o d'un grup d'ells. Cadascun dels dos subcomités transmet el seu informe al Comitè de l'Espai, el qual sotmet les seves proposicions a l'Assemblea General de Nacions Unides. Aquesta última es pronuncia i adopta al mateix temps la resolució fixant els mandats del Comitè i dels dos subcomités per al següent any.
L'Assemblea General de Nacions Unides pot, d'altra banda, adoptar resolucions o recomanacions que incloguin textos de convenis internacionals oberts a la signatura dels Estats. En aquest marc, és en el qual han estat negociats cinc acords internacionals i llocs a la signatura dels Estats.
El Comitè de l'Espai ha conegut una contínua expansió, passant de 18 membres el 1958, a 24 el 1959, 28 el 1961, 37 el 1974 i finalment 53 membres des de 1980.

## Alguns tractats i convenis
- Tractat del 27-01-1967 (o Tractat de l'espai exterior) sobre els principis que dirigeixen les activitats dels Estats en matèria d'exploració i ús de l'espai extra atmosfèric i que inclou la Lluna i els altres cossos celestes. L'article 4 prohibeix la posada en òrbita terrestre d'armes nuclears i de qualsevol altra arma de destrucció massiva; l'article 9 exigeix que els Estats evitin tota activitat que pugui provocar una ingerència perjudicial en l'exploració pacífica de l'espai extra atmosfèric per part dels altres estats. Ratificat per 88 països.

- Acord del 22-04-1968 sobre el salvament d'astronautes, la seva tornada i la restitució dels objectes llançats a l'espai extra atmosfèric.

- Conveni del 29-03-1972 sobre la responsabilitat pels danys causats pels objectes espacials.

- Conveni del 14-01-1975 sobre el registre dels objectes a l'espai extra atmosfèric, entrat en vigor el 15-09-1976, i que en el seu article 4 exigeix que tot Estat que llanci un objecte a l'espai inscrigui, davant el Secretari general de l'O.N.O, la designació i la funció general de l'objecte. Ratificat per 31 països.

- Acord del 18-12-1979, (denominat Tractat de la Lluna), en vigor des de l'11-07-1984, dirigint les activitats dels Estats en la Lluna i en els altres cossos celestes. En el seu article 3 prohibeix l'amenaça o l'ús de la força, o qualsevol altre acte hostil, en la Lluna (o l'explotació de la Lluna per cometre un acte semblant) en relació amb la Terra, la Lluna o una nau espacial, amb el personal d'una nau espacial o amb qualsevol objecte artificial a l'espai. Ratificat per 5 països.

### Explotació militar de l'Espai
Altres tractats i acords relatius a l'explotació militar de l'espai són: 
- Conveni Enmod (Environmental Modification Techniques) de 1977, de prohibició de qualsevol tècnica de modificació del medi ambient, de naturalesa militar o hostil. Va entrar en vigor el 05-10-1978, en el seu article 2 prohibeix la manipulació deliberada dels processos naturals, inter alia, a l'espai extra atmosfèric.

- Acord S.A.L.T-II (Strategic Arms Limitation Talks) o Converses sobre Limitació d'Armes Estratègiques, de 18-06-1979, signat entre els Estats Units i la Unió Soviètica sobre limitacions d'armes ofensives estratègiques. Encara no entrat en vigor, no obstant això ambdues parts estan obligades a respectar les clàusules del tractat en la mesura en què l'altra part faci el propi. L'article 9 prohibeix el desenvolupament, assaig i desplegament de sistemes d'armes nuclears, o d'altres com la destrucció massiva, en òrbita terrestre, inclosos els míssils fraccionaris; l'article 15 respecta el principi de no ingerència en el funcionament dels mitjans tècnics nacionals de verificació de cada part.

## Estats membres
A partir del 2011, el Comitè compta amb 71 Estats membres i és una de les majors comissions de l'Assemblea General de les Nacions Unides.
Els Estats membres del Comitè són: Albània, Algèria, Argentina, Austràlia, Àustria, Azerbaidjan, Bèlgica, Benín, Bolívia (Estat Plurinacional), Brasil, Bulgària, Burkina Faso, Camerun, Canadà, Txad, Xile, Xina, Colòmbia, Cuba, República Txeca, Equador, Egipte, França, Hongria, Alemanya, Grècia, Índia, Indonèsia, Iran (República Islàmica), l'Iraq, Itàlia, Japó, Kazakhstan, Kenya, Líban, Líbia, Malàisia, Mèxic, Mongòlia, Marroc, Països Baixos, Nicaragua, Níger, Nigèria, Pakistan, Perú, Filipines, Polònia, Portugal, República de Corea, Romania, la Federació de Rússia, Aràbia Saudita, Senegal, Sierra Leone, Eslovàquia, Sud-àfrica, Espanya, Sudan, Suècia, Suïssa, República Àrab Síria, Tailàndia, Tunísia, Turquia, el Regne Unit de Gran Bretanya i Irlanda del Nord, els Estats Units d'Amèrica, Ucraïna, Uruguai, Veneçuela (República Bolivariana) i Vietnam
El 2012 Armènia, Costa Rica i Jordània han sol·licitat la membresia en el Comitè.